# Partito della Fiducia Nazionale
Il Partito della Fiducia Nazionale (in iraniano: Etemad-e Melli; in inglese: National Trust Party) è un partito politico iraniano. È stato fondato nel 2005.

## Storia
La formazione politica è nata in prossimità delle elezioni presidenziali del 2005. Mehdi Karrubi, che allora era il Segretario Generale della Società dei Chierici Militanti, risultò terzo al primo turno della tornata elettorale. Karrubi accusò interferenze militari, che lo avrebbero fatto slittare dal 2º al 3º posto. Se fosse arrivato secondo infatti, avrebbe preso parte ai ballottaggi e sfidato direttamente Ali Akbar Hashemi Rafsanjani. Dopo la sconfitta elettorale, Karroubi scrisse una lettera aperta al leader supremo Ali Khamenei, criticando il processo elettorale e annunciando che si sarebbe dimesso da tutti gli incarichi ufficiali. Poiché sentiva che la Società dei Chierici Militanti non lo aveva sufficientemente sostenuto, lasciò il partito e annunciò che avrebbe fondato una nuova formazione politica: Fiducia Nazionale. Tra i membri di spicco del partito si ricordano l'ex-parlamentare Rasoul Montajabnia e il giornalista Mohammad-Javad Haghshenas.

## Organizzazione
Le componenti organizzative del Partito della Fiducia Nazionale sono: 
- Consiglio costituente
- Congresso
- Comitato Centrale
- Segretario Generale
- frazionamento verticale in settore, ramo, divisione e membro.

La massima autorità all'interno del partito è il Congresso. Si tiene una volta all'anno ed elegge cinquantacinque membri principali e sei membri succedanei del Comitato Centrale. Il Comitato Centrale elegge il Segretario Generale.